# Vasko Ševaljević
Vasko Ševaljević (Cetiña, 21 de junio de 1988) es un jugador de balonmano montenegrino que juega de lateral izquierdo en el USM Saran. Es internacional con la selección de balonmano de Montenegro.
Con la selección ha disputado el Campeonato Mundial de Balonmano Masculino de 2013 y dos Europeos. En España, es conocido por su paso por el Portland San Antonio.

## Clubes
- RK Lovcen Cetinje ( -2010)
- Portland San Antonio (2010-2012)
- HC Dinamo Minsk (2012-2013)
- TSV Hannover-Burgdorf (2013-2015)
- Fenix Toulouse HB (2015-2017)
- Tremblay-en-France Handball (2017-2019)
- Istres OPH (2019-2020)
- RK Vardar (2021)
- USM Saran (2021- )